# Нерке
Не́рке (швед. Närke, Nerike) — историческая провинция в центральной Швеции, регионе Свеаланд. В основном, соответствует южной части современного лена Эребру, однако некоторые части провинции также относятся к ленам Эстергётланд и Вестманланд.

## География
Нерке расположен в центральной части Среднешведской низменности, и 57 % области находится ниже 100 м над уровнем моря. На северо-западе Нерке протянулась горная гряда Чильберген. Центральную и восточную часть, от озера Соттерн на юге до озера Веринген на севере, занимает Неркская равнина. Крупнейшими водными артериями являются реки Арбугаон, Свартон и Тельеон.

## История
В эпоху палеолита равнина представляла собой внутреннюю часть большого залива, поэтому археологи находят здесь многочисленные следы рыбацких поселений. К северу от Эребру на склонах хребта обнаружены стоянки первобытных людей, датируемые новым каменным веком (ок. 3500 лет до н. э.), в которых была найдена керамика южноскандинавского типа. Примерно на тысячу лет младше стоянки, найденные на берегах р. Арбугаон и относящиеся к ямочно-гребенчатой культуре.
От позднего неолита в Нерке сохранилось около десятка галерейных гробниц. Бронзовый век представлен всего несколькими каирнами.
К железному веку относятся 220 полей погребений, однако они незначительны по размерам, за исключением полей возле Вибю, Кумлы и Глансхаммара.
Средневековый Нерке был несколько больше, нежели современный, и включал в себя часть Вермланда (Карлскуга) и Вестманланда (Нураскуга), представляя собой отдельный судебный округ. В период Кальмарской унии Нерке являлся территорией, доход с которой шёл на содержание вдовствующих королев. В 1525 г. область была пожалована в лен марску Ларсу Сиггессону Спарре, а позднее входил в герцогство, которое получил от Густава Васы будущий Карл IX. Ещё позже этим герцогством владел сын Карла IX Карл Филипп, известный в российской истории тем, что в начале XVII в. был одним из претендентов на русский престол.
По административной реформе 1634 года Нерке и Вермланд образовали лен Эребру, который существовал вплоть до 1779 г. По церковно-территориальному делению Нерке с 1170-х годов входил в Стренгнесскую епархию.
В XVII веке возник план соединения Балтийского моря с Каттегатом посредством системы каналов для экспорта продукции Бергслагена, в связи с чем началась постройка Ельмаренского канала, завершённого в 1640 году. Важными пунктами в транспортировке железа впоследствии стали Халльсберг и Лаксо. В XIX веке в Нерке активно развивалось земледелие, и, несмотря на значительную эмиграцию, в этот период его население удвоилось, достигнув 120 тыс. человек. С конца XIX в. быстрыми темпами стала развиваться обувная промышленность, особенно в Эребру и Кумле.